# École européenne d’ingénieurs en génie des matériaux
Die École européenne d'ingénieurs en génie des matériaux (EEIGM) ist eine französische Ingenieurhochschule, die 1991 gegründet wurde.
Die EEIGM bildet jährlich 90 Ingenieure in Werkstofftechnik aus. Dazu untersuchen alle Studierenden die wichtigsten Materialfamilien, als da wären Metalle und Legierungen, Polymere, Keramiken und Verbundwerkstoffe.
Diese Schule mit Sitz in Nancy ist eine öffentliche Hochschule. Es ist Mitglied der Université de Lorraine und des Institut national polytechnique de Lorraine.

## Ausbildung
Die Ausbildung dauert fünf Jahre, die Zulassung im ersten Jahr erfolgt über den nationalen Geipi Polytech-Wettbewerb, der für wissenschaftliche Abiturienten und Studierende mit einem Jahr Hochschulerfahrung (bac+1) offen ist. Das Ingenieurstudium gliedert sich in zwei Lehrpläne:
- Ein klassischer Lehrplan im Anschluss an die ersten beiden Jahre, ebenfalls zugänglich über den gemeinsamen Wettbewerb der nationalen polytechnischen Institute (Studiengänge MP, PC, PSI) mit spezifischen mündlichen Prüfungen, die Vorbereitung der INP oder Zulassung durch Bewerbung nach einem DUT, CPGE ATS, DUETI oder Licence 3;
- Ein Berufsausbildunglehrplan, zugänglich durch Bewerbung und spezifische mündliche Prüfungen für Studierende mit einem bac+2.

Eine der Besonderheiten dieser Studiengänge ist, dass sie den gleichen Abschluss verleihen.
Der klassische Ingenieurzyklus (drei Jahre) besteht aus drei Semestern in Nancy, gefolgt von mindestens zwei der drei folgenden Semester an den Partneruniversitäten im Ausland. Die Partneruniversitäten sind:
- Université de Lorraine, Frankreich
- Universitat Politècnica de Catalunya, Spanien
- Universität des Saarlandes, Deutschland
- Technische Universität Luleå, Schweden
- Polytechnische Universität Valencia, Spanien
- Freie Universität Brüssel, Belgien
- Montanuniversität Leoben, Österreich

Es bestehen auch Abkommen mit:
- Technische Universität Kyūshū, Japan
- Universidade de Caxias do Sul und die Polytechnische Hochschule von São Paulo, Brasilien
- Nationale Hochschule für mineralische Industrien von Rabat und die Cadi Ayyad-Universität in Marrakesch, Marokko

Studierende, die drei Semester im gleichen Ausland verbringen, können ein Doppeldiplom erwerben.
Folgende Disziplinen werden an der EEIGM unterrichtet: Grundlagenwissenschaften (Mathematik, Physik, Mechanik, Chemie und Informatik), Sprachen (Englisch, Deutsch, Spanisch und Französisch für internationale Studierende), Materialwissenschaft und -technik (Herstellung, Eigenschaften, Recycling), Unternehmenswissenschaften (Management, Qualität, Projektmanagement, Finanzmanagement, Berufsprojekte). Diese Disziplinen ermöglichen es, Forschung, Entwicklung, Herstellung, Charakterisierung und Kontrolle von traditionellen und neuen Materialien, deren Recycling und End-of-Life-Behandlung durchzuführen.
In Zusammenarbeit mit dem Institut d'Administration des Entreprises (IAE) von Nancy bietet die EEIGM den Studierenden ein Doppeldiplom Ingenieur EEIGM / Master Management und Unternehmensführung und Master Unternehmertum und Entwicklung von Aktivitäten an. Seit 2016 ist es auch möglich, ein Doppeldiplom Ingenieur EEIGM / Master Projektmanagement mit der Universität von Québec in Chicoutimi (UQAC) zu erwerben.

## Spezialisierung
Für das erste Semester des 4. Jahres haben die Studenten die Wahl zwischen drei Spezialisierungsoptionen:
- Materialien für die Gesundheit,
- Materialien für die Energie,
- Materialien für die Mobilität.

Für das zweite Semester des 4. Jahres, wenn die Studenten an die Partneruniversitäten gehen, sind sie frei, ihre Spezialisierung zu wählen, solange sie die erforderlichen ECTS-Credits zur Validierung des akademischen Jahres erhalten.

## Internationale Öffnung
Mit ihren zahlreichen Partnerschaften besitzt die EEIGM eine große internationale Ausrichtung. Während ihrer Ausbildung werden die Studierenden mehr als ein Jahr im Ausland verbracht haben.
Drei Fremdsprachen sind für alle Studierenden verpflichtend: Englisch, Deutsch und Spanisch, sowie Französisch für ausländische Studierende. Alle Studierenden absolvieren mehrere Praktika im Ausland während der Sommerferien, darunter ein Praktikum in einem englischsprachigen Land und ein Praktikum in einem spanisch- oder deutschsprachigen Land.
Der Erwerb von zwei Sprachzertifikaten (einschließlich des obligatorischen Englischzertifikats), die ein Mindestniveau von B2 bescheinigen (First Certificate in English, Goethe-Zertifikat B2, Diploma de Español como Lengua Extranjera B2), ist erforderlich, um das Ingenieurdiplom der Schule zu erhalten. Anschließend verbringen die Studierenden ein Semester an einer der Partneruniversitäten im 4. Jahr.
Im 5. Jahr absolvieren die Studierenden ein sechsmonatiges Forschungspraktikum an einer der Universitäten (in Nancy oder im Ausland) und anschließend ein sechsmonatiges Industriepraktikum. Eines der beiden Praktika muss zwingend außerhalb Frankreichs absolviert werden.
Schließlich hat die EEIGM mehrere industrielle Partner, mit denen besonders enge Verbindungen bestehen, da diese jeweils 10 % der 5. Jahresklasse für ein einjähriges Praktikum auswählen, das das klassische 5. Jahr ersetzt. Diese Partner sind die Europäische Weltraumorganisation (ESA) in Köln (Deutschland), Airbus in Bremen (Deutschland), Ceratizit, das Institut de Soudure, das IRT M2P, Riva und ABS.
Laut dem Ranking des Magazins L'Étudiant 2024 für Ingenieursschulen steht die EEIGM auf Platz 1 für ihre internationale Ausrichtung der fünfjährigen Schulen. Ein ähnliches Ergebnis findet sich im Ranking der Zeitschrift L'Usine Nouvelle desselben Jahres.

## Patenschaft
Seit 1996 (erste Klasse) hat jede Klasse einen (oder mehrere) Paten.
| Jahr | Pate/n                                                                         | Tätigkeit |
| ---- | ------------------------------------------------------------------------------ | --- |
| 2023 | Fabrice Wavelet                                                                | Stellvertretender Technischer Direktor von Ferry-Capitain                                                                                                   |
| 2022 | Abdelkrim Chehaibou                                                            | Generaldirektor des Institut de Soudure |
| 2021 | Lennart Wallström                                                              | Ehemaliger Leiter der Abteilung Materialwissenschaften der Technischen Universität Luleå                                                                    |
| 2020 | Arnaud Villemiane                                                              | Generaldirektor von Alphatest und Ingenieur der EEIGM |
| 2019 | Sofia Sauvageot-Börgesson                                                      | Ingenieurin der EEIGM (Jahrgang 1999), Erste Vizepräsidentin, Global Account Executive & Industry Network Leader Utilities, ABB                             |
| 2018 | Frédéric Thrum                                                                 | Präsident von Fives Cryogenics Energy |
| 2017 | Valérie Lamacq                                                                 | General Electric (GE) – Geschäftsführender Betriebsleiter                                                                                                   |
| 2016 | Thierry Merlot                                                                 | Präsident von Hexcel Composites |
| 2015 | Sylvain Allano                                                                 | Wissenschaftlicher Direktor und Leiter der Zukunftstechnologien, PSA Peugeot Citroën                                                                        |
| 2014 | Stéphane Vitrac (Promotion EEIGM 1997)                                         | Leiter des Zentrums für Industrielle Exzellenz für Aktuatoren, Sagem Défense Sécurité, Groupe Safran                                                        |
| 2013 | Jean-Stéphane Didier                                                           | Stellvertretender Generaldirektor, Thomas Vale Construction, Bouygues UK Company                                                                            |
| 2012 | Pascale Fournier                                                               | Leiter des Integrator-Programms und der Industrialisierung für Materialien und Prozesse, Airbus                                                             |
| 2011 | Michel Gantois Gérard Metauer Torbjörn Hedberg Alain Degiovanni Jean Steinmetz | Gründer der EEIGM Übergangsverwalter der EEIGM im Jahr 1991 Direktor der EEIGM im Jahr 1994 Direktor der EEIGM im Jahr 1998 Direktor der EEIGM im Jahr 2003 |
| 2010 | Greg Ludovsky                                                                  | Vizepräsident Globale F&E, ArcelorMittal |
| 2009 | Ernest Totino                                                                  | Vorstandsvorsitzender von Mersen |
| 2008 | François Dujardin                                                              | CEO von Saint-Gobain Desjonquières |
| 2007 | Clemens Bockenheimer                                                           | Airbus Materialien und Prozesse |
| 2006 | Claude Imauven                                                                 | Stellvertretender Generaldirektor von Saint-Gobain |
| 2005 | Michel Gantois                                                                 | Gründer der EEIGM, ehemaliger Präsident der INPL |
| 2004 | Gérard Lotzer                                                                  | Direktor der Cristalleries de Baccarat |
| 2003 | Serge Dassault                                                                 | Direktor von Dassault Aviation |
| 2002 | Catherine Langlais                                                             | Direktor von Saint-Gobain Recherche |
| 2001 | Olivier Gronier                                                                | Direktor des Vertriebsnetzes von EDF |
| 2000 | Philippe Boulanger                                                             | Physiker, Direktor und Gründer der Zeitschrift Pour la Science                                                                                              |
| 1999 | Jean Daum                                                                      | Direktor der allgemeinen Verwaltung der Holding, Usinor |
| 1998 | Leïf Johansson                                                                 | Generaldirektor von Electrolux |
| 1997 | Pierre-Gilles de Gennes                                                        | Physiker, Nobelpreisträger für Physik 1991 |
| 1996 | Patrick Baudry                                                                 | Französischer Astronaut |

## Berühmte Absolventen
- Matthias Maurer, deutscher Werkstoffkundler und ESA-Astronaut